# الألوية الدولية

علم الألوية الدولية كان هو ذاته علم الجمهورية الإسبانية الثانية مع نجمة ثلاثية في المركز تمثل نجمة الجبهة الشعبية.

الألوية الدولية (بالإسبانية: Brigadas Internacionales )‏ كانت وحدات عسكرية من متطوعين اشتراكيين وشيوعيين ولاسلطويين من مختلف البلدان والذين حاربوا إلى جانب الجمهورية الإسبانية الثانية في الحرب الأهلية الإسبانية بين عامي 1936 و1939.
كانت أعداد المتطوعين بين 40,000 و59,000 قتل منهم 15,000وكانوا من 53 جنسية. تطوعوا لقتال القوات الوطنية التابعة للجنرال فرانسيسكو فرانكو المدعومة من ألمانيا النازية ومملكة إيطاليا.
كان مقر اللواء في فندق غران الباسيتي كاستيا لا مانشا. شاركت الالوية في معارك مدريد ومعركة خاراما، ومعارك عديدة أخرى معظمها انتهت بهزيمة. وفي السنه الاخيره من وجودها، أدمجت الويه الدولية في الجيش الجمهوري الاسباني كجزء من الفيلق الأجنبي الاسباني. تم حل المنظمة في 23 أيلول/سبتمبر 1938 من قبل رئيس الوزراء الاسباني خوان نيغرين، في محاولة عقيمه للحصول علي مزيد من الدعم من الديمقراطيات الليبرالية في لجنه عدم التدخل.
وكانت الألوية الدولية مدعومة بقوة من الكومينترن ومثلت التزام الاتحاد السوفياتي بتقديم المساعدة إلى الجمهورية الإسبانية (مع الأسلحة واللوجستيات والمستشارين العسكريين)، تماما مثل إيطاليا الفاشية، كانت ألمانيا النازية تقدم المساعدة للتمرد القومي المعارض. وجاء أكبر عدد من المتطوعين من فرنسا (حيث كان الحزب الشيوعي الفرنسي العديد من الأعضاء) والمنفيين الشيوعيين من إيطاليا وألمانيا. وشارك أيضا العديد من اليهود من العالم الناطق بالإنجليزية وأوروبا الشرقية. المتطوعين الجمهوريين الذين كانوا يعارضون الستالينية لم ينضموا إلى الويه ولكن بدلا من ذلك جندوا في الجبهة الشعبية المنفصلة، التي شكلت من تروتسكيين، واليمينين وغيرها من الجماعات المناهضة لستالين، التي لم تفصل بين الاسبان والأجانب المتطوعين وكان منهم جورج اورول.

## المعركة الأولى

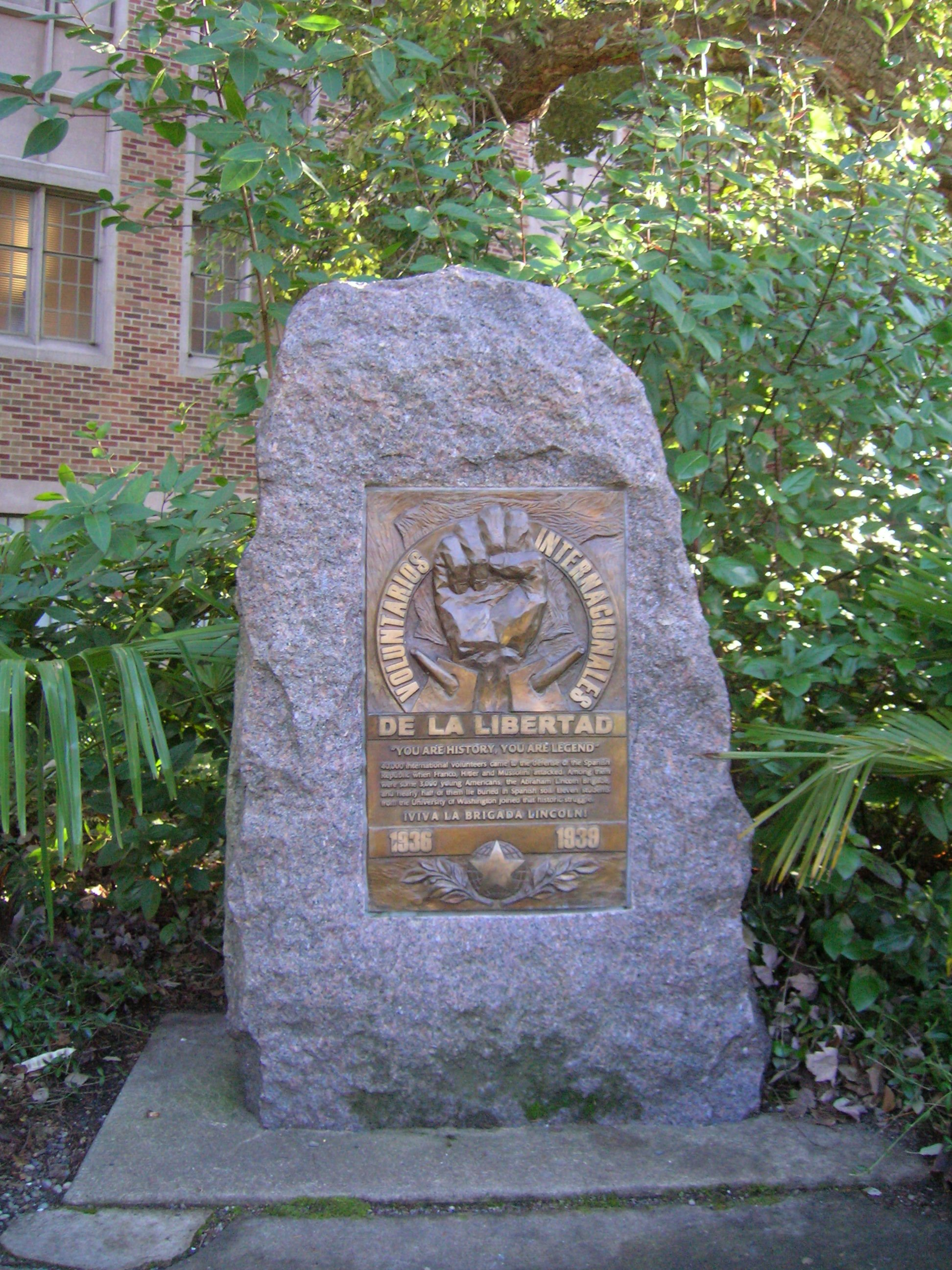
ضريح في واشنطن يمجد الألوية الدولية

وكانت معركة مدريد نجاحا كبيرا بالنسبة للجمهوريين. . كان دور الويه الدولية في هذا الانتصار معترفا به عموما، ولكنه كان مبالغا فيه من قبل الدعاية التي قامت بها الجماعة، بحيث لم يسمع العالم الخارجي الا عن انتصاراتهم، وليس عن الوحدات الاسبانيه. وكانت هذه الدعاية ناجحه جدا، حيث أعلن السفير البريطاني، السير هنري تشيلتون، انه لا يوجد اسبانيون في الجيش دافعوا عن مدريد. وقد وصلت قوات اللواء الدولي التي حاربت في مدريد بعد قتال جمهوري ناجح آخر. من ال 40,000 قوات جمهوريه في المدينة، القوات أجنبيه مرقمه اقل من 3,000. علي الرغم من ان الويه الدولية لم تكسب المعركة بأنفسهم، ولا تغير الوضع بشكل كبير، الا انها بالتاكيد قدمت مثالا من خلال القتال الحازم، وحسنت معنويات السكان من خلال إظهار القلق من دول أخرى في المعركة. قدم العديد من كبار السن من أعضاء الويه الدولية خبره قتاليه قيمه، بعد ان حاربوا خلال الحرب العالمية الاولي (اسبانيا ظلت محايده في 1914 – 1918) وحرب الاستقلال الايرلنديه (وكان بعض حارب في الجيش البريطاني في حين ان آخرين حاربوا في الجيش الجمهوري الايرلندي).
كان واحدا من المواقع الاستراتيجية في مدريد كازا دي كامبو. وهناك القوات القومية من المغاربة يقوده الجنرال خوسيه إنريكي فاريلا. وقد أوقفتهما الكتيبتان الثالثة والرابعة من الجيش الجمهوري الاسباني.

## المشاركين حسب دولهم
| البلد             | عدد المقاتليين التقديري |
| ----------------- | ----------------------- |
| فرنسا             | 9000                    |
| ايطاليا           | 3500                    |
| المانيا (والنمسا) | من ال3000 إلى 5000      |
| بولونيا           | 3000                    |
| الولايات المتحدة  | 2800                    |
| دول البلقان       | 2000                    |
| الاتحاد السوفيتي  | 2000-3000               |
| بريطانيا          | 2500                    |
| بلجيكا            | 1600-1700               |
| كندا              | 1500                    |
| يوغوسلافيا        | 1500-1660               |
| كوبا              | 1100                    |
| تشيكوسلوفاكيا     | 1000                    |